# خورشیدگرفتگی ۱۱ خرداد ۱۳۹۰

خورشیدگرفتگی ۱۱ خرداد ۱۳۹۰. خورشیدگرفتگی در تمام نواحی جزیی بود و از ایران قابل مشاهده نبود.

خورشیدگرفتگی ۱۱ خرداد ۱۳۹۰ برابر با چهارشنبه ۱ ژوئن ۲۰۱۱؛ (به انگلیسی: Solar eclipse of June 1, 2011) یک خورشیدگرفتگی از نوع خورشیدگرفتگی جزئی است. این خورشیدگرفتگی در تاریخ ۱ ژوئن ۲۰۱۱ میلادی (‎۱۱ خرداد ۱۳۹۰ خورشیدی) روی داد که زمان اوج آن، ساعت ۲۱:۱۷:۱۸ به‌وقت ساعت هماهنگ جهانی بوده‌است. این خورشیدگرفتگی در همهٔ نقاط قابل مشاهده جهان جزئی بود و در ایسلند، شمال کانادا و شمال آسیا و گرینلند قابل رؤیت بود.
این کسوف در ساعت ۱۹ و ۲۵ دقیقه و ۱۷ ثانیه به وقت جهانی از شمال شهر توکیو آغاز شد و حرکت خود را به سمت شمال در قاره آمریکا ادامه داد. این گرفت شمال شرق آسیا قسمتهایی از چین، مغولستان و سیبری را دربرگرفت و بتدریج قسمت بزرگی از مدار قطبی شمال را پوشاند و با پوشاندن ناحیه شمالی اقیانوس اطلس و شمال و شمال شرقی کانادا در ساعت ۲۳ و ۶ دقیقه و ۵۷ ثانیه به پایان رسید که از ایران قابل رویت نبود. زمان اوج این خورشیدگرفتگی ساعت ۲۱ و ۱۷ دقیقه و ۱۸ ثانیه به وقت جهانی اعلام شد. در این زمان ۶۰ درصد سطح خورشید پوشیده شد.

## نگارخانه

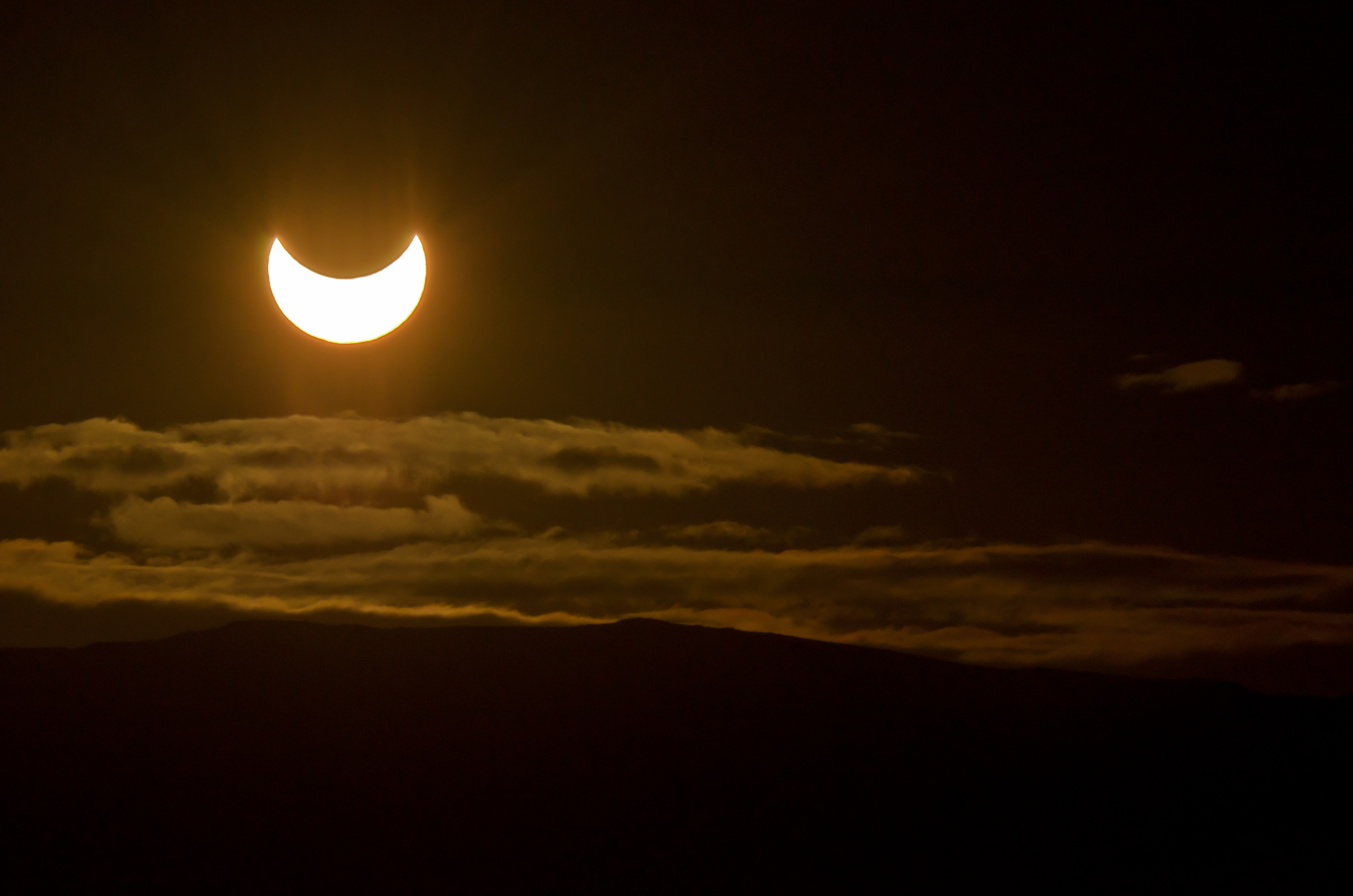
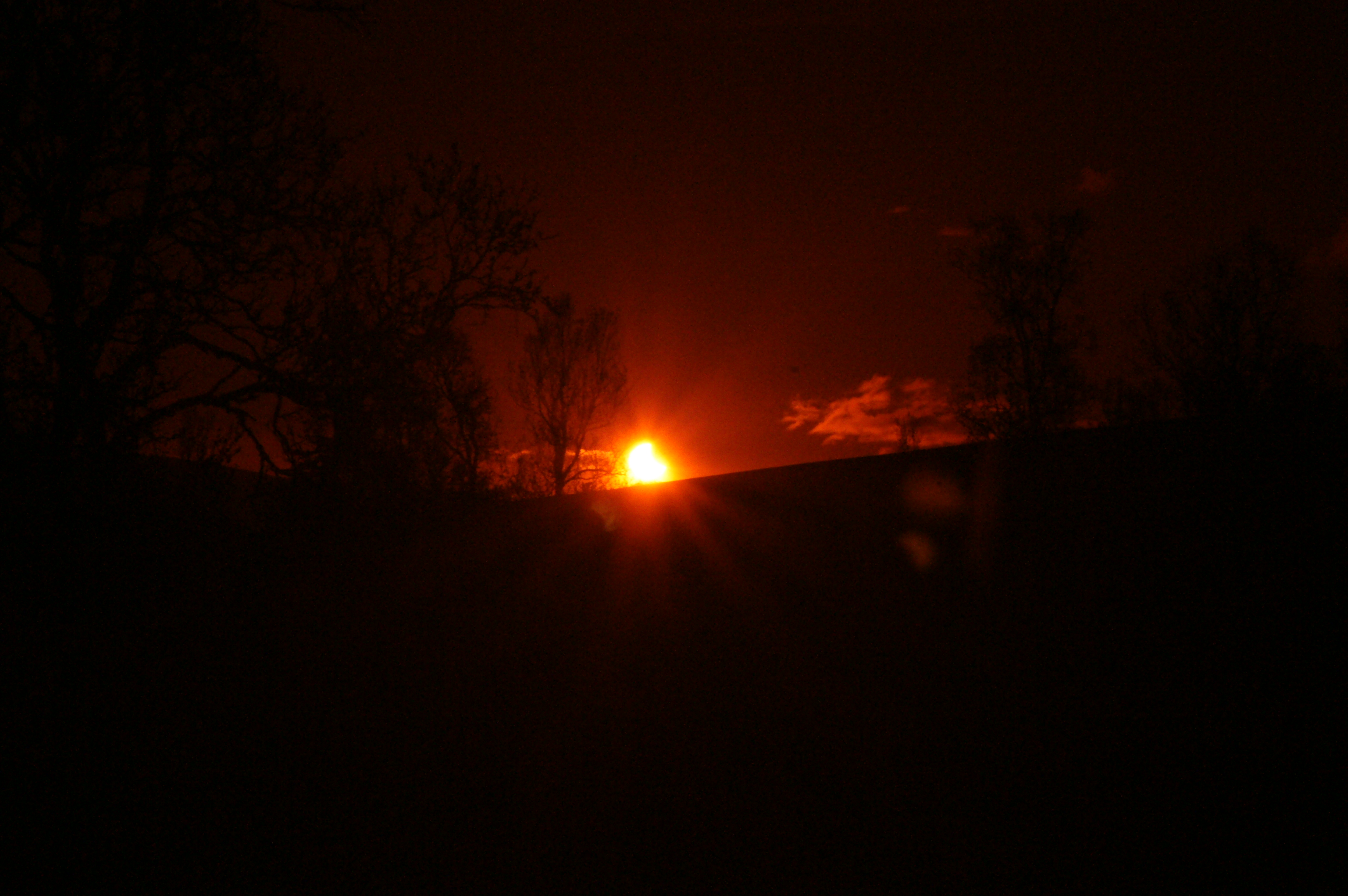